# Playa de La Franca
La playa de La Franca, en la localidad de La Franca (concejo de Ribadedeva, Asturias, España),
es una playa que está considerada paisaje protegido, desde el punto de vista medioambiental (por su paisaje kárstico entre otras razones).
Por este motivo está integrada en el Paisaje Protegido de la Costa Oriental de Asturias, al igual que las estribaciones orientales de la sierra de Cuera, a escasa distancia y que confieren al paisaje de la playa un atractivo más.

## Descripción
Es importante mencionar la presencia en la zona de aves incluidas entre el Catálogo de Especies Amenazadas. En invierno abundan las aves típicas de montaña, que utilizan con frecuencia los acantilados llaniscos.
La costa del municipio de Ribadedeva se extiende a lo largo de nueve kilómetros, que en su mayoría son acantilados (como el Santiuste), y se despliegan entre la propia playa y la ría de Tina Mayor, en la desembocadura del río Deva.
Se trata de la playa más oriental de Asturias y la más accesible de todas las de Ribadedeva. Se ubica en las proximidades de la localidad del mismo nombre, la cual está situada en la desembocadura del río Cabra, que hace de límite administrativo entre los municipios de Ribadedeva y Llanes.
Frente a ella se encuentra la Isla del Castrón de Santiuste, refugio de gaviotas y zona de práctica de buceo.
Durante la pleamar se convierte en una auténtica piscina natural, lo cual la convierte en una zona de baño muy segura, sobre todo para los niños, al tiempo que la hace idónea para la práctica de deportes náuticos, pesca de roca y submarina.
Con la bajamar queda al descubierto un amplio arenal, formándose además pequeñas calas ricas en pesca.
Durante la marea baja, la Franca se comunica con otros territorios arenosos, como la playa del Oso o la playa Mendía (o playa Regolguero).

## Historia
Dada la existencia de varias cuevas de origen prehistórico (en las que se han encontrado concheros, depósitos de cáscaras de moluscos que dan muestra de que fueron habitadas en tiempos remotos), como la Cueva de Mazaculos de la época asturiense, que presenta restos de pinturas en zig-zag y de motivos menos complicados como trazos; se cree que la zona de la playa de La Franca debió contar con habitantes en épocas muy remotas, debido a que era una zona que prestaba abrigo y al tiempo alimento.
En las proximidades se encuentra un puente y una calzada que se datan en la época de la dominación romana de la península.
Playa de la Franca Archivado el 8 de junio de 2021 en Wayback Machine. es de larga tradición turística entre las playas del oriente asturiano. De hecho, en el siglo XIX contaba con un balneario marítimo costeado por los indianos, que una vez hecha fortuna en América venían a vivir nuevamente a su lugar de nacimiento.

## Toponimia
Su nombre puede que tenga origen en la Edad Media, ya que, en aquella época, en los puertos de Llanes y San Vicente las mercancías que se desembarcaban tenían que pagar un impuesto. La Franca está entre ambos puertos, pero a distancia suficiente de ambos como para no entrar en los límites del pago obligatorio. Esto hizo que comenzara a utilizarse ésta, por parte de mercaderes avispados que desembarcaban sus mercaderías “francas de alcabala”, libres de impuestos, lo cual ocasionaba disgusto y protesta a los trabajadores de los puertos afectados.
Otros opinan que el nombre se debe a la limpieza que siempre ha presentado esta playa.